# 만경여자중학교
만경여자중학교(萬頃女子中學校)는 대한민국 전북특별자치도 김제시 만경읍 만경리에 있는 사립 중학교이다.

## 학교 연혁
- 1961년 12월 12일 : 학교법인 석천학원 설립인가
- 1962년 3월 1일 : 만경여자중학교 개교
- 1970년 12월 27일 : 학급증설 인가(15학급)
- 1972년 3월 21일 : 본관 교사 2층 신축준공
- 1973년 2월 14일 : 학교법인 옥산학원으로 정관 변경
- 2022년 2월 17일 : 제17대 남궁준 이사장 중임
- 2023년 9월 1일 : 제20대 한혁준 교장 취임
- 2024년 2월 8일 : 만경여자중학교 제62회 졸업(총 7,575명)

## 참고 자료
- 만경여자중학교 - 한국교육학술정보원 학교알리미